# Apollo 18
Apollo 18 és una pel·lícula de terror de ciència-ficció nord-americana de 2011 escrita per Brian Miller, dirigida per Gonzalo López-Gallego i coproduïda per Timur Bekmambétov i Michele Wolkoff. Una coproducció canadenco-nord-americana, la seva premissa és que la missió cancel·lada de l'Apollo 18 va aterrar a la Lluna el desembre de 1974, però mai va tornar i, com a resultat, els Estats Units no han llançat mai una altra expedició a la Lluna. La pel·lícula està rodada a l'estil del fals metratge apropiat, suposadament «metratge perdut» de la missió Apollo 18 que només es va descobrir recentment. S'ha doblat al català.
Apollo 18 és la primera pel·lícula en anglès de López-Gallego. Després de diversos canvis de data d'estrena, la pel·lícula es va estrenar als Estats Units, el Regne Unit i el Canadà el 2 de setembre de 2011. Tanmateix, les dates de llançament per a altres territoris van variar. La pel·lícula va rebre majoritàriament crítiques negatives, i la majoria de crítics la van comparar negativament amb Paranormal Activity, El projecte de la bruixa de Blair i Alien.